# Anton Rothe

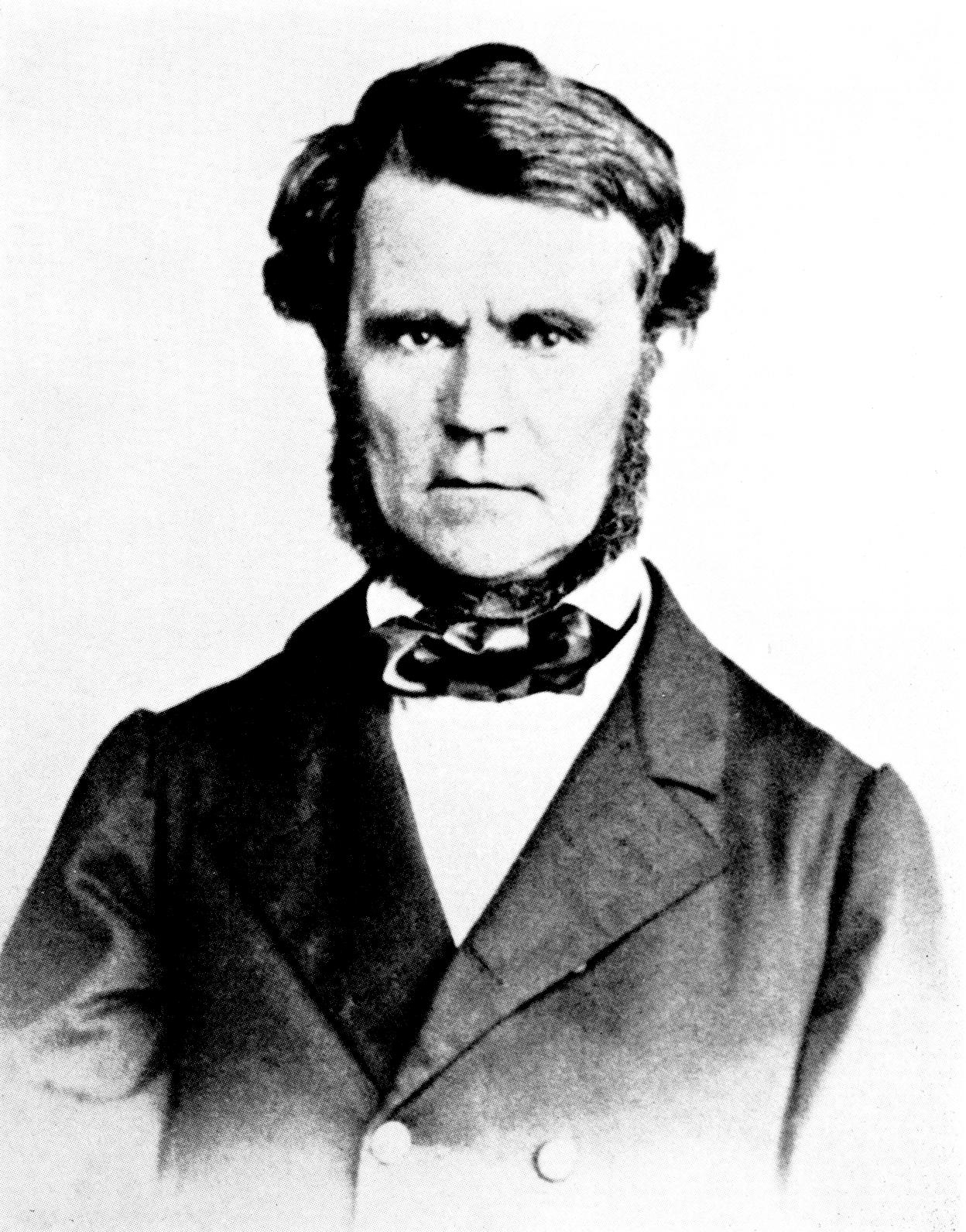
Anton Rothe

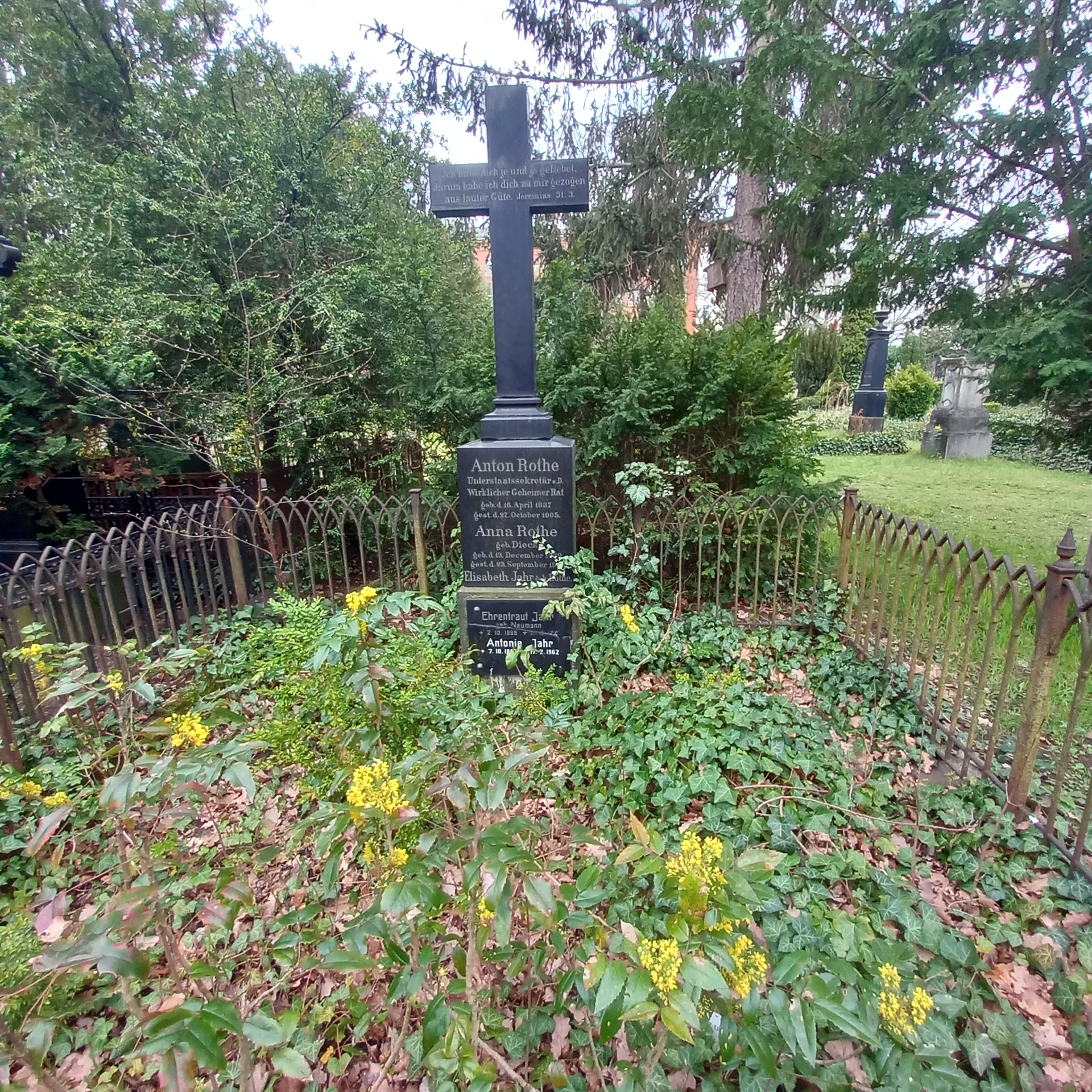
Das Grab von Anton Rothe und seiner Ehefrau Anna geborene Dieck im Familiengrab auf dem Friedhof II der Jerusalems- und Neuen Kirche in Berlin

Anton Rothe (* 16. April 1837 in Danzig; † 27. Oktober 1905 in Kassel) war ein preußischer Verwaltungsjurist, Landrat sowie Regierungspräsident in Danzig (1883–1887) und in Kassel (1887–1893).

## Leben
Als Landrat wirkte er vom 18. Oktober 1872 bis zum 31. Januar 1875 im Kreis Preußisch Stargard, Provinz Preußen. 1875 wechselte er als Hilfsarbeiter in das preußische Landwirtschaftsministerium und wurde im gleichen Jahr Vortragender Rat. 1879 wechselte er in das Reichsamt des Innern. Am 27. Januar 1883 trat er das Amt des Regierungspräsidenten in Danzig an. Am 18. März 1887 wurde er als Regierungspräsident nach Kassel versetzt. 1893 wurde er Direktor im Reichsamt des Inneren. 1896 bis 1902 war er dort Unterstaatssekretär.
Anton Rothe starb 1905 im Alter von 68 Jahren in Kassel. Beigesetzt wurde er auf dem Friedhof II der Jerusalems- und Neuen Kirche in Berlin.

## Werke
- Über den Kanzleistil, 1895.